# Mathias Hain
Mathias Hain (* 31. prosince 1972, Goslar, NSR) je bývalý německý fotbalový brankář.
Celkem 243 ligových utkání odchytal v německém týmu Arminia Bielefeld. Kariéru ukončil v červnu 2011. Naposledy působil v německém klubu FC St. Pauli, kde po ukončení kariéry začal trénovat brankáře.